# Stara Rawa
Stara Rawa je vesnice v centrální části Polska v okrese Skierniewice Lodžského vojvodství. Leží 80 km severozápadně od Varšavy, v historickém Mazovsku v průměrné výšce 140 m n. m. a protéká jí říčka Ravka.
Vlastní vesnice Stara Rawa čítá 700 obyvatel.
První zmínka o lokalitě pochází z 12. století.